# Balancelle (bateau)
Pour les articles homonymes, voir Balancelle (homonymie).
La Balancelle provençale est un type de navire rencontré principalement en Méditerranée.

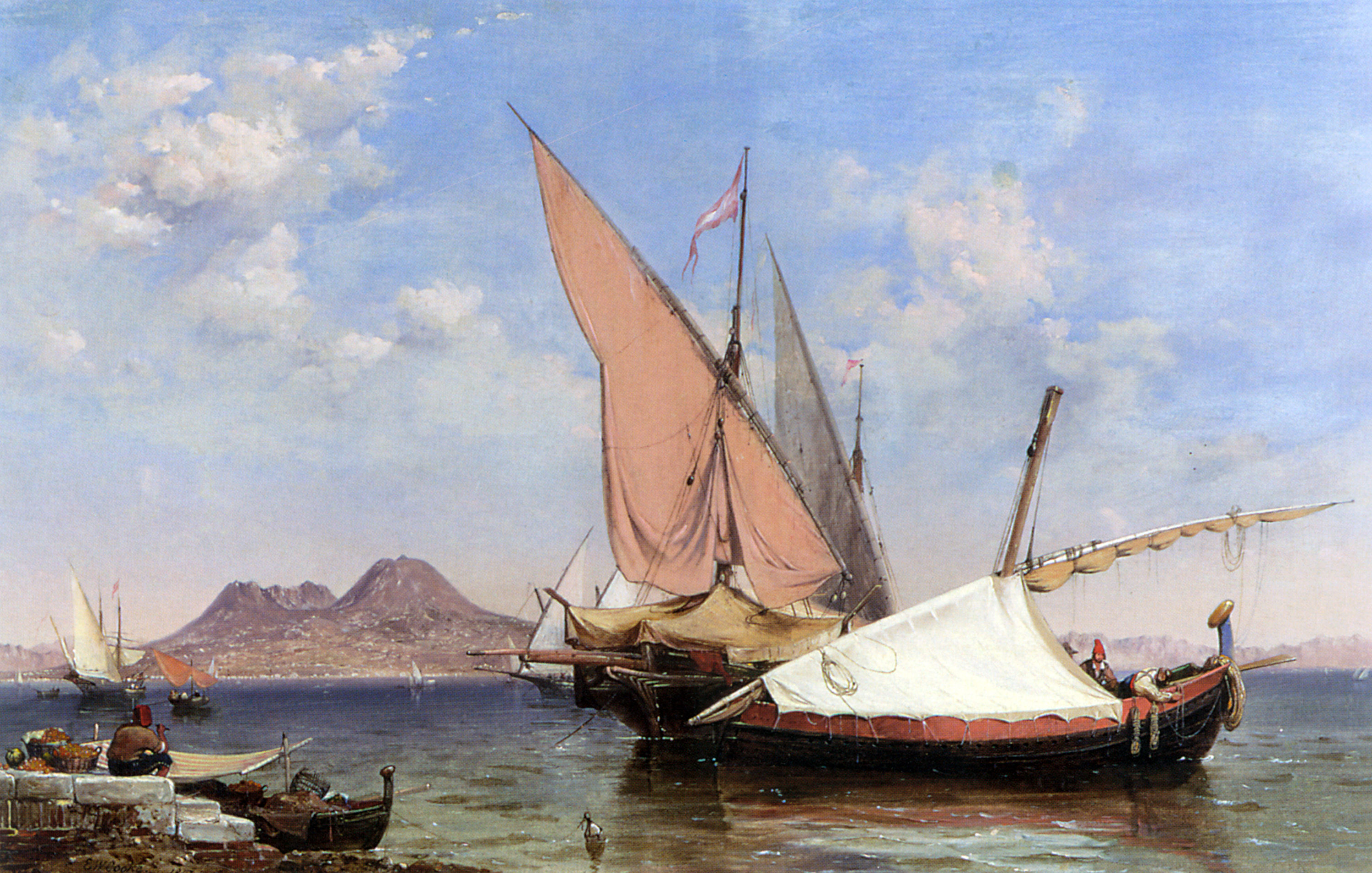
Illustration d'Edward William Cooke

Ce bateau est désigné en italien sous le nom de Bilancella ligure clairement apparenté à la Palanza d'origine napolitaine, appelée également Paranzella.
Gréé en voiles latines enverguées sur de longues antennes, il comporte deux ou trois mâts inclinés vers l'avant dont un de tape-cul.
Proche du type felouque, il servait au transport de marchandises et à la pêche où il était utilisé par deux pour tracter un filet.